# 못말리는 결혼 (시트콤)
《못말리는 결혼》은 한국방송공사의 일일시트콤이다. 줄여서 못결이라고도 부른다. 본 드라마는 원래 하석진, 유진 주연의 영화 《못말리는 결혼》을 시트콤화한 것이다. 못말리는 결혼은 2008년 2월 4일부터 2월 10일 총 일주일 동안 설날특집 방송 관계로 결방이 되기도 하였다. 2008년 4월 21일 방영분부터 배우 손병호가 호텔 총주방장 역으로 출연하였고, 2008년 5월 30일에 140부작 끝으로 종영하였다.
한편, 이 프로그램은 당초 6시 50분부터 7시 25분까지 편성되었지만 2008년 봄 개편부터 7시 40분으로 이동했으나 옮겨간 지 2달 만에 막을 내렸고 해당 프로그램 자리에는 《돌아온 뚝배기》를 통해 2TV 일일드라마가 부활됐지만 그 해 가을개편 때 막을 내려 한때 2TV 일일극이 잠정 폐지되기도 했다.

## 등장 인물
- 김수미(심말년 역)
- 임채무(구국 역)
- 서도영(왕기백 역)
- 박채경(구미호 역)
- 이정희(왕이백 역)
- 김동욱(왕삼백 역)
- 이재진(왕사백 역) - 중도하차
- 김혜나(구혜주 역)
- 박진우(구충재 역) - 중반투입
- 유연미(김옥희 역)
- 정다영(채수정 역)
- 김정욱(차준호 역)
- 한태윤(박상미 역)
- 손병호(윤덕수 역) - 중반투입
- 미카(오간호사 역)
- 황혜영(정간호사 역)
- 김병춘(이영철 역)
- 김이삭(아이다 역) - 중도하차
- 최수영(최수영 역) - 중도하차
- 권유리(권유리 역) - 중도하차
- 이인혜(박은영 역) - 중반투입/하차
- 김영호(사기꾼 역) - 까메오
- 김하균
- 김세인
- 이규섭
- 최우형
- 김서혁
- 전승빈

## 경쟁 프로그램
- 너는 내 운명 (KBS 1TV)
- 김치 치즈 스마일 (MBC)
- 코끼리 (MBC)
- 아현동 마님 (MBC)
- 춘자네 경사났네 (MBC)
- 애자 언니 민자 (SBS)